# Żyrardów (gmina wiejska)
Żyrardów – dawna gmina wiejska istniejąca do 1939 roku w guberni warszawskiej i woj. warszawskim. Siedzibą władz gminy był Żyrardów, który od 1916 roku stanowił odrębną gminę miejską.
Za Królestwa Polskiego gmina Żyrardów należała do powiatu grodziskiego, a od 1867 powiatu błońskiego w guberni warszawskiej.
W 1909 roku gmina liczyła 36.821 mieszkańców. 10 grudnia 1916 z gminy Żyrardów wyłączono Żyrardów, któremu nadano prawa miejskie, przez co ludność gminy drastycznie się zmniejszyła do ponad 3000 mieszkańców.
W okresie międzywojennym gmina Żyrardów wchodziła w skład powiatu błońskiego w woj. warszawskim. Składała się z 16 miejscowości i liczyła 3166 mieszkańców. 11 marca 1924 część gminy Żyrardów włączono do Żyrardowa. 1 kwietnia 1939 niewielka gmina Żyrardów została zniesiona przez połączenie z sąsiednią, także niewielką sąsiednią gminą Wiskitki w nową jednostkę o nazwie gmina Żyrardów-Wiskitki z siedzibą w Żyrardowie.
1 stycznia 1973 roku powstała obecna gmina Wiskitki obejmująca obszar dawnych gmin Żyrardów i Wiskitki (a więc powojennej gminy Żyrardów-Wiskitki) oraz gminy Guzów.